# Kristian Meléndez
Kristian Meléndez (9 de enero de 1982) es un deportista puertorriqueño que compitió en taekwondo. Ganó una medalla de bronce en los Juegos Panamericanos de 2003 en la categoría de –58 kg.

## Palmarés internacional
| Juegos Panamericanos | Juegos Panamericanos            | Juegos Panamericanos | Juegos Panamericanos |
| Año                  | Lugar                           | Medalla              | Categoría            |
| -------------------- | ------------------------------- | -------------------- | -------------------- |
| 2003                 | Santo Domingo (Rep. Dominicana) | Medalla de bronce    | –58 kg               |